# جی‌آر (خواننده)
کیم جونگ-هیون (کره‌ای: 김종현؛ زادهٔ ۸ ژوئن ۱۹۹۵) که بیشتر با نام جونگ‌هیون یا نام هنری جی‌آر (انگلیسی: JR) شناخته می‌شود، خواننده، رپر، بازیگر اهل کره جنوبی و لیدر گروه پسرانهٔ کره‌ای نوایست است. او همچنین به خاطر شرکت در برنامهٔ پرودوس ۱۰۱ فصل ۲ شناخته می‌شود.

## ترانه‌شناسی

### تک‌آهنگ‌ها
| عنوان                                              | سال  | بالاترین موقعیت | فروش | آلبوم             | توضیحات |
| عنوان                                              | سال  | کره جنوبی       | فروش | آلبوم             | توضیحات |
| -------------------------------------------------- | ---- | --------------- | ---- | ----------------- | ------- |
| «سک سک سک» (Sok Sok Sok) (یوئی با همکاری جونگ‌هیون) | ۲۰۱۱ | ۶۴              | —    | تک‌آهنگ بدون آلبوم |         |

## فیلم‌شناسی

### فیلم‌ها
| سال  | عنوان      | عنوان اصلی       | نقش   | منابع |
| ---- | ---------- | ---------------- | ----- | ----- |
| ۲۰۱۶ | فاصلهٔ آنها | 知らない、ふたり | جی-وو | [ ۵ ] |

### مجموعه‌های تلویزیونی
| سال  | عنوان                | عنوان اصلی                 | نقش                         | شبکه   | منابع            |
| ---- | -------------------- | -------------------------- | --------------------------- | ------ | ---------------- |
| ۲۰۱۵ | لونلی گرومت: Taipei  | 孤独的美食家 第一季·台湾篇 | ژانگ هوای شان / ژانگ سی نان |        | [ نیازمند منبع ] |
| ۲۰۲۱ | بگذار شوالیه تو باشم | 너의 밤이 되어줄게         | لی شین                      | اس‌بی‌اس | [ ۶ ]            |

### برنامه‌های تلویزیونی
| سال  | عنوان                                 | نقش               | شبکه        | توضیحات                                     | منابع         |
| ---- | ------------------------------------- | ----------------- | ----------- | ------------------------------------------- | ------------- |
| ۲۰۱۷ | پرودوس ۱۰۱ فصل ۲                      | رقابت کننده       | ام‌نت        |                                             | [ ۷ ]         |
| ۲۰۱۷ | نایت گابلین                           | عضو گروه بازیگران | جی‌تی‌بی‌سی    |                                             | [ ۸ ]         |
| ۲۰۱۷ | شدو سینگر                             | داور              | تی‌وی‌ان      |                                             | [ ۹ ]         |
| ۲۰۱۷ | مستر کی                               | شرکت کننده        | اس‌بی‌اس      | قسمت‌های ۴، ۶، ۸، ۱۱، ۱۳                     | [ ۱۰ ]        |
| ۲۰۱۸ | قانون جنگل                            | شرکت کننده        | اس‌بی‌اس      | قسمت‌های ۳۰۲–۳۰۵                             | [ ۱۱ ]        |
| ۲۰۱۸ | برای اولین بار در زندگیم              | شرکت کننده        | ئی چنل      | قسمت‌های ۹–۱۰                                | [ ۱۲ ] [ ۱۳ ] |
| ۲۰۱۸ | گشتن به دنبال دردسر فصل ۲: بهشت       | عضو گروه بازیگران | جی‌تی‌بی‌سی۲   |                                             | [ ۱۴ ]        |
| ۲۰۱۸ | بتل تریپ                              | مجری و شرکت کننده | جی‌تی‌بی‌سی    | قسمت‌های ۹۸–۹۹ (مجری)؛ قسمت ۱۰۹ (شرکت کننده) | [ ۱۵ ] [ ۱۶ ] |
| ۲۰۱۸ | لاو کچر                               | هیئت داوران       | ام‌نت        |                                             | [ ۱۷ ]        |
| ۲۰۱۸ | LAN Cable Life                        | مجری              | جی‌تی‌بی‌سی    |                                             | [ ۱۸ ]        |
| ۲۰۱۸ | نه همان شخصی که قبلاً می‌شناختی         | مجری              | ام‌نت        | قسمت‌های ۱؛ ۳–۶                              | [ ۱۹ ]        |
| ۲۰۱۹ | یواچ‌اس‌ان (تحصیل در خارج از کشور دختر) | مجری              | ام‌نت        | همراه مین‌هیون                               | [ ۲۰ ]        |
| ۲۰۲۰ | وی پلی                                | عضو گروه بازیگران | اسکای دراما | فصل ۲                                       | [ ۲۱ ]        |

## جوایز و نامزدی‌ها
| سال  | مراسم جایزه          | دسته                           | نامزد / اثر | نتیجه | منابع  |
| ---- | -------------------- | ------------------------------ | ----------- | ----- | ------ |
| ۲۰۱۸ | فکت میوزیک اواردز    | جایزه تالار مشاهیر فن ان استار | جی‌آر        | برنده | [ ۲۲ ] |
| ۲۰۱۹ | جوایز اولین برند کره | ستاره ورایتی آیدل مرد          | —           | برنده | [ ۲۳ ] |